# فیات ریتمو

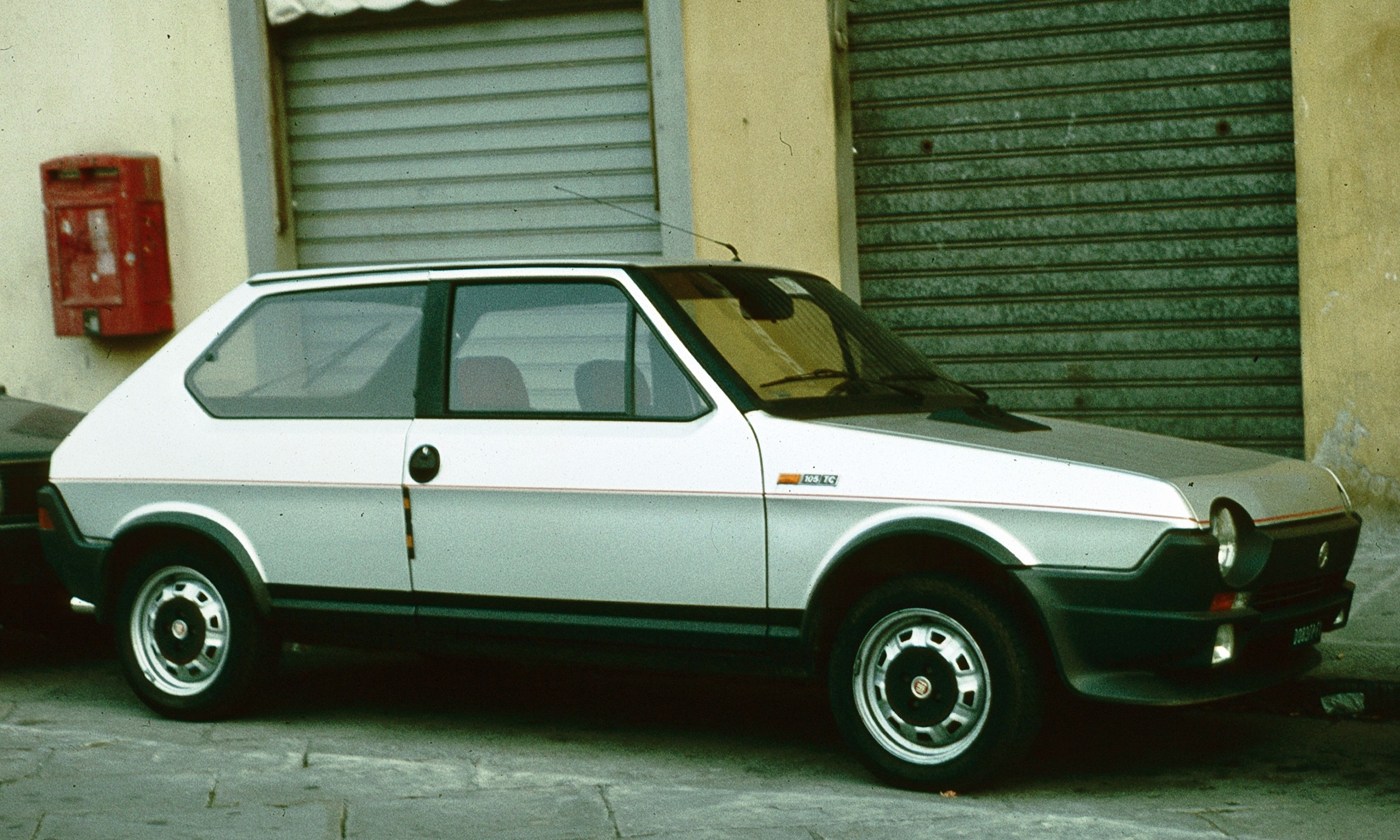

فیات ریتمو (Fiat Ritmo) خودرویی است که در سال‌های ۱۹۷۸ تا ۱۹۸۸تولید شده‌است.
این خودرو در کلاس خودرو کامپکت قرار گرفته و طراحی آن خودروهای موتور جلو-محور جلو بوده طول آن در حالت طبیعی ۳٬۹۳۷ میلیمتر (۱۵۵٫۰ اینچ) است. سیستم جعبه‌دندهٔ آن ۵ دنده به دو صورت خودکار و دستی است.